# Велика Острна
Велика Острна је насељено место у саставу града Дугог Села у Загребачкој жупанији, Хрватска. До територијалне реорганизације у Хрватској налазила се у саставу бивше велике општине Дуго Село.

## Становништво
На попису становништва 2011. године, Велика Острна је имала 1.271 становника.

## Попис1991.
На попису становништва 1991. године, насељено место Велика Острна је имало 610 становника, следећег националног састава:
| Попис 1991.‍  | Попис 1991.‍  | Попис 1991.‍ | Попис 1991.‍ | Попис 1991.‍ |
| ------------ | ------------ | ----------- | ----------- | ----------- |
|              |              |             |             |             |
| Хрвати       | Хрвати       |             | 571         | 93,60%      |
| Срби         | Срби         |             | 25          | 4,09%       |
| Украјинци    | Украјинци    |             | 1           | 0,16%       |
| неопредељени | неопредељени |             | 1           | 0,16%       |
| регион. опр. | регион. опр. |             | 6           | 0,98%       |
| непознато    | непознато    |             | 6           | 0,98%       |
| укупно: 610  |              |             |             |             |